# 7500 (filme)
7500 é um filme de ação e suspense escrito e dirigido por Patrick Vollrath em sua estreia como diretor de longa-metragem. É estrelado por Joseph Gordon-Levitt como Tobias Ellis, um piloto cujo avião é sequestrado por terroristas. Uma co-produção internacional entre Áustria, Alemanha e Estados Unidos, as filmagens ocorreram em novembro de 2017 em Colônia e Viena. O título faz referência ao Código do Transponder de Emergência para "interferência ilícita".
A estreia mundial do filme ocorreu no Festival Internacional de Cinema de Locarno em 9 de agosto de 2019, e foi lançado digitalmente nos Estados Unidos e no Brasil em 18 de junho de 2020, pela Amazon Studios. O longa recebeu críticas mistas dos críticos, embora o desempenho de Gordon-Levitt tenha sido elogiado.

## Trama
O capitão Michael Lutzmann (Carlo Kitzlinger) e o primeiro oficial Tobias Ellis ( Joseph Gordon-Levitt ) estão se preparando para um voo a bordo de um A319 de Berlim a Paris. Tobias conversa com um dos comissários de bordo, que por acaso é sua namorada, Gökce. Lutzmann entra novamente na cabine e eles começam as verificações prévias.
Uma vez no ar, uma das comissárias de bordo começa a levar aos pilotos suas refeições durante o voo, dando aos terroristas a oportunidade de tentar um sequestro, forçando seu caminho para a cabine do piloto. Matando a comissária de bordo no processo, dois terroristas entram com sucesso na cabine e atacam os pilotos. Tobias luta com um deles e consegue fechar a porta da cabine, deixando um terrorista na cabine. Lutzmann é esfaqueado e mortalmente ferido pelo terrorista remanescente enquanto ele transmite uma chamada de socorro. Tobias consegue dominar o terrorista batendo-lhe na cabeça com um extintor de incêndio, sobrevivendo ao ataque, mas seu braço esquerdo é gravemente ferido no processo. Tobias sinaliza o controle de tráfego aéreo usando o transponder de rádio com o código 7500 (emitindo sinal de sequestro). O voo é desviado para Hannover, que é o lugar mais próximo para pousar com segurança. Tobias domina o terrorista inconciente e o amarra no "jumpseat".
Os sequestradores restantes tentam continuamente entrar na cabine enquanto Tobias informa o controle de tráfego aéreo sobre os eventos que ocorreram. O co-piloto é lembrado pelo controle de que ele não tem permissão para abrir a porta da cabine, apesar das ameaças dos sequestradores de ferir ou mesmo matar reféns. Dentro da cabine, Tobias assiste a uma imagem da câmera do local, que revela que um passageiro foi feito refém pelos sequestradores. Os terroristas começam a ameaçar matá-lo a menos que Tobias abra a porta. O piloto implora a um dos terroristas no interfone, Vedat (Omid Memar), dizendo a ele que a porta da cabine não pode ser aberta, mas outro dos sequestradores executa o passageiro mesmo assim.
Os sequestradores voltam com outro refém; desta vez, é Gökce (Aylin Tezel), namorada de Tobias. Ele implora para que poupem sua vida, e até tenta convocar os passageiros em seu resgate, informando-os de que os sequestradores estão mal armados, apenas com facas de vidro e sem armas de fogo. Ele implora a Vedat para intervir, mas sem sucesso, Gökce é morta enquanto ele a observa, impotente.
Tobias volta a pilotar o avião. Sem o conhecimento dele, o terrorista que ele havia dominado consegue escapar e o deixa inconsciente. O terrorista abre a porta para permitir que Vedat entre na cabine, que escapou dos passageiros que atacavam os sequestradores restantes na cabine. O segundo terrorista consegue fechar a porta e amarra Tobias enquanto o outro terrorista assume o controle do avião. Fica claro que ele pretende derrubar o avião, mas Vedat sofre uma crise de consciência. Temendo a própria morte, ele mata seu companheiro e liberta Tobias, que passa a explicar que o avião está com pouco combustível e precisa pousar.
Vedat exige que eles voem para outro lugar, mas eventualmente cede e ajuda Tobias, que está ferido, a pousar o avião em Hannover. Depois que pousam, os passageiros escapam enquanto um negociador de reféns da polícia começa a se comunicar com a cabine do piloto via rádio. O terrorista exige combustível durante as negociações, tornando-se emocionalmente instável ao se deparar com o resultado de suas ações. O sequestrador é brevemente acalmado e distraído quando sua mãe liga para ele em seu celular, e ele grita para ela que só quer ir para casa. Após a ligação, ele fica irritado, pois o co-piloto implora ao jovem para se render. Eventualmente, Vedat fica mais agressivo e ameaça matar Tobias, mas o terrorista é alvejado por um atirador da polícia alemã, deixando-o mortalmente ferido.
A polícia entra na cabine enquanto Tobias tenta salvar Vedat, que pede para que a polícia chame um médico para o sequestrador. Enquanto Tobias e Vedat são escoltados para fora do avião, Tobias vê o corpo de Gökce, ainda deitada do lado de fora da cabine. No silêncio do avião agora vazio, o filme termina quando o celular de Vedat começa a tocar na cabine.

## Elenco
- Joseph Gordon-Levitt como Tobias Ellis
- Omid Memar como Vedat
- Murathan Muslu como Kinan
- Aylin Tezel como Gökce
- Aurélie Thépaut como Nathalie
- Carlo Kitzlinger como Michael Lutzmann
- Paul Wollin como Daniel

## Produção
Em janeiro de 2017, foi anunciado que Paul Dano estrelaria 7500, filme a ser dirigido por Patrick Vollrath, marcando sua estreia na direção de longas-metragens. As filmagens estavam programadas para começar em meados de 2017 na Alemanha. No entanto, quando as filmagens foram atrasadas, Dano desistiu do projeto devido a conflitos de agenda, e foi substituído por Joseph Gordon-Levitt . A produção principal começou então em novembro de 2017, em Colônia e Viena . Falando da participação de Gordon-Levitt no projeto, Vollrath disse: "Joseph é um dos atores mais emocionantes na tela hoje, e mal podemos esperar para trabalhar com ele e ver que mágica ele traz a esse papel complexo".

## Estreia
Em maio de 2019, a Amazon Studios adquiriu os direitos de distribuição do filme e o distribuiu sob seu banner Prime Video. Teve sua estreia mundial no Festival de Cinema de Locarno em 9 de agosto de 2019. Foi lançado digitalmente nos Estados Unidos em 18 de junho de 2020.

## Recepção
No Agregador de críticas Rotten Tomatoes, o filme tem um índice de aprovação de 71% com base em 152 resenhas, com uma classificação média de 6.50 / 10. O consenso crítico do site diz: " 7500 nunca atinge a altitude máxima como um thriller no céu, mas o desempenho central sólido de Joseph Gordon-Levitt consegue mantê-lo razoavelmente alto." No Metacritic, o filme tem uma pontuação média ponderada de 58 em 100, com base em 23 críticos, indicando "críticas mistas ou médias".
Giovanni Melogli, da Cineuropa, escreveu: “O cenário claustrofóbico é um elemento extremamente eficaz para atingir o objetivo traçado pelo diretor: ou seja, delinear o comportamento e as reações humanas em situações extremas, onde a racionalidade e a emoção se misturam e são combatidas com resultados imprevisíveis”. Allan Hunter, do Screen Daily, descreveu o filme como uma busca pela "autenticidade" em vez de "o heroísmo e o histrionismo de um blockbuster americano" e comparou o conjunto limitado à "engenhosidade de Hitchcock " por sua capacidade de incutir "uma boa dose de suor. A história gera ansiedade pelo uso de close-ups e a sensação de confinamento. " Da mesma forma, Guy Lodge da Variety classificou a abertura de 7500 como "vivamente eficaz em uma espécie de suor frio, levando seu público de uma decolagem suave, aos primeiros sinais de perturbação, para um terror total, rapidamente acionado com um tipo de eficiência nervosa que você pode admirar sem exatamente sentir prazer nisso."

## Recepção no Brasil
A recepção no Brasil foi parecida com a do resto do mundo, já que parece ter sido consenso ao redor do globo em dar 3 (de 5) estrelas para o filme. Por ter tido sua estreia nacional no serviço de streaming da Amazon Prime Video, a contabilização do faturamento da produção torna-se mais difícil, porém isso não impediu a existências de críticas ao filme.
O site Omelete teceu o seguinte comentário sobre o filme "A atuação de Gordon-Levitt é boa o suficiente para conduzir o espectador nas reações a esses gatilhos de insegurança. Ele opera um tom acima porque é como se estivéssemos mesmo num monólogo teatral, e a nossa visão frequentemente também fica obscurecida na luz baixa da cabine e no espaço apertado; quando Tobias é ferido, o ator reage de um jeito mais expansivo do que agiria, por exemplo, se a câmera mostrasse claramente o golpe e o ferimento. O protagonista encontra um equilíbrio interessante: ao mesmo tempo em que fala mecanicamente as trocas técnicas com torres de comando ou com o piloto, ele tenta adaptar esse tom focado e ponderado às cenas de tensão e ação, ao mesmo tempo em que fisicamente reage de forma expansiva para demarcar bem o que está acontecendo em cena. É como um show de um homem só, enfim, e além de salvar o dia Joseph Gordon-Levitt precisa também conduzir 7500 sozinho por uma hora e meia. Esse esforço tem um vencimento: depois que entendemos quais são os espaços cênicos do filme, suas dinâmicas e como eles funcionam (por exemplo, o que separa a cabine e o corredor e como a ação pode ou não transitar de um para o outro), o interesse do espectador tende a diminuir. Cabe ao roteiro de Vollrath encontrar reviravoltas inesperadas que pareçam convincentes, e 7500 visivelmente se esforça nesse sentido. Muito da força do filme, porém, vinha de uma expectativa pelo perigo, e quando a violência se consuma, algo se esvai muito antes do clímax."(Crítica na íntegra do Omelete)
Em concordância com o Omelete, o site Adoro Cinema faz a seguinte crítica: "7500 é um filme mais interessante quando analisamos algumas questões específicas, como a claustrofobia que o protagonista transmite ou sua incapacidade em ajudar um refém das mãos dos terroristas em contraste com a chance de poder salvar centenas. No entanto, o cenário completo não traz a mesma complexidade. A estrutura do longa, composta pelo tempo real do sequestro, traz toda a crueza do crime, mas ao mesmo tempo limita a própria história de se tornar algo a mais - por mais que Gordon-Levitt entregue uma ótima performance repleta de nuances que oscilam entre a frieza e o desespero em questão de segundos". (Crítica na íntegra do Adoro Cinema)

## Indicações
| Ano  | Festival ou Prêmio                          | Categoria                                                     | Resultado |
| ---- | ------------------------------------------- | ------------------------------------------------------------- | --------- |
| 2020 | Festival de Cinema Austríaco (Diagonale)    | Melhor longa-metragem                                         | Indicado  |
| 2019 | Festival de Cinema de Hamburgo              | Melhor longa-metragem                                         | Indicado  |
| 2019 | Festival de Cinema de Hamburgo              | Prêmio Produtores de Hamburgo para Produções de Cinema Alemãs | Indicado  |
| 2020 | Prêmio da Hollywood Critics Association     | Melhor ator                                                   | Indicado  |
| 2019 | Festival Internacional de Cinema de Locarno | Prêmio Variety Piazza Grande                                  | Indicado  |
| 2020 | Romy Gala (Áustria)                         | Melhor direção                                                | Indicado  |